# House of Spoils
House of Spoils är en amerikansk skräckfilm från 2024, med manus och regi av Bridget Savage Cole och Danielle Krudy. I rollistan ingår bland andra Ariana DeBose, Barbie Ferreira och Arian Moayed. Den är producerad av de tre produktionsbolagen Blumhouse Television, Divide/Conquer och Secret Engine.

## Handling
Filmens handling kretsar kring en kvinnlig kock, som precis har öppnat sin första restaurang. En ond ande tillhörande en tidigare restaurangägare hemsöker stället och hotar att sabotera den redan så kaotiska verksamheten, med bland annat tvivelaktiga investerare.

## Rollista
| Ariana DeBose       | – Kocken    |
| Barbie Ferreira     | – Lucia     |
| Arian Moayed        | – Andres    |
| Marton Csokas       | – Marcello  |
| Mikkel Bratt Silset | – Erik Haas |
| Amara Karan         | – Hiral Sen |